# Lon-Agonmey
Lon-Agonmey è un arrondissement del Benin situato nella città di Allada (dipartimento dell'Atlantico) con 4.274 abitanti (dato 2006).